# 白仁燁
白 仁燁（ペク・イニョプ、백인엽、1923年2月18日 - 2013年12月14日）は韓国の軍人・教育者。本貫は水原。号は雲峰（운봉）。
朝鮮戦争開戦時、韓国軍第17連隊長として甕津半島で防御戦闘を指揮。仁川上陸作戦にも第17連隊長として参加した。兄は軍人、企業人の白善燁（ペク・ソニョプ）。

## 人物
1923年、日本統治下の朝鮮半島、平安南道江西郡江西面で父・白潤相、母・方考烈の間に生まれる。姉に白福燁、兄に白善燁。近在では比較的裕福な中規模地主の家系であったが、父が死亡すると一家は困窮し、母と子供3人で平壌に移り住んだ。母と姉が働くことで家計は安定し、白善燁と白仁燁は進学することが出来た。
平壌中学を卒業後、父が卒業した明治大学経済学部に進学。学徒出陣して陸軍少尉（航空兵科）。岐阜陸軍航空整備学校に勤務中、終戦。
平壌に復員したが仕事はなく、満州国軍中尉だった兄と共に、親戚のツテで民族派指導者の曺晩植の平安道人民政治委員会で働き始めた。兄の白善燁は事務所の受付で、白仁燁は警護担当だったという。ソ連の後押しで金日成らのパルチザン派が権力を掌握し始めると赤衛隊が曺晩植の警備隊を解散させた。警備隊の隊長だった白仁燁は赤衛隊に目を付けられ、共産主義体制下で身の危険を感じていた丁一権と共に南下した。

### 韓国軍
丁一権とともに韓国軍の前身である南朝鮮国防警備隊に入隊、1946年1月22日付けにて軍事英語学校を卒業。軍番10023番。任少尉。任官後、第1連隊勤務ののち、第4連隊（光州）D中隊長。
1947年3月、第4連隊第2大隊長、任少佐。
1948年5月5日、陸軍内に航空部隊が創設され初代部隊長に就任。しかし空軍創設要員として配属された崔用徳、金貞烈、張徳昌、李英茂、朴範集、李根晳、金英煥が、経歴や年齢において自分とは比較にならないほどの大先輩だと知り、就任からわずか数週間で部隊長を辞退してしまった。
1948年8月、第12連隊（群山）副連隊長。1948年10月19日からの麗水・順天事件には、第12連隊第2大隊、第3大隊を率いて出動した。
1948年11月20日、新設の第17連隊（始興）初代連隊長。1949年11月15日、国境紛争の頻発していた甕津半島に移駐。のち任大佐。1950年3月より、第17連隊は甕津（オンジン）地区を警備する、陸軍本部直轄の独立した連隊戦闘団となった。
ソウル北西の甕津半島は地形的には北から南に伸び、半島付け根の部分に38度線が横切っていたため、韓国側にとって甕津地区が島のような飛地になっており、仁川から海路で連絡するには10ノットのLSTで6時間かかった。
第17連隊は歩兵三個大隊、砲兵一個大隊（第7砲兵大隊）を基幹に42キロメートルの警備正面を担当していた。第17連隊では開戦直前の1950年6月22日ごろより国境線の北朝鮮軍の輸送が活発になり、相当な準備をしている状況を把握、陸軍本部に報告すると共に第一線部隊に警戒令が発令されていた。6月23日も同様で、6月24日には大規模な不法侵入だと判断した。甕津地区の当初計画では、敵の大規模攻撃の際には直ちに仁川に撤退することになっていたが、アメリカ軍顧問は楽観的で、敵の攻撃が開始される前の撤退は出来るものでもなく、結果撤退の時機を逸していた。

### 朝鮮戦争
1950年6月25日早朝、2,700名余の第17連隊に対し、北朝鮮軍第14連隊および38警備第3旅団は戦車8輌を擁す計10,000名で攻撃を開始。第17連隊は北朝鮮軍と血の甕津と呼ばれる激しい戦闘を行った。連隊に5名いたアメリカ軍顧問は午前9時頃より連絡機により順次脱出。その後、陸軍本部より撤退命令が下り、6月26日昼ごろ、第17連隊はLST2隻と小型客船2隻により撤収した。白と部下2名は甕津に残り、遺棄した自軍の車両や砲などの破壊を行った。自身は、太平洋で玉砕した日本軍将兵にならい自決をしようとしたが、部下に説得され思いとどまり海上に脱出。海軍の駆潜艇に救出された。6月28日、第17連隊は大田で再編成された。
7月3日、烏山の戦いで第24歩兵師団のスミス支隊への同道していた際にアメリカ軍機の誤爆を受け、右足に重傷を負い後送された。退院すると、8月7日、金錫源の後を受け首都師団長。釜山橋頭堡の戦いでは東部戦線の防御を担当し、杞渓・安康の戦いで北朝鮮軍第12師団に壊滅的打撃を与えた。この戦闘で白師団長は敵の迫撃砲で左手を負傷したが、多数の装備を鹵獲して開戦以来の戦果を上げた。
仁川上陸作戦が近づくと韓国軍が上陸部隊に参加することになったが、アメリカ軍から付けられた条件が「最も勇気がある指揮官」で、韓国軍はこの任に白仁燁と申鉉俊（韓国海兵第1連隊）を選んだ。白は9月2日に釜山に戻され、激戦で疲弊しきった第17連隊の再建を命じられた。第17連隊はアメリカ第10軍団の指揮下、仁川に上陸しソウル奪還に参加。9月27日、ソウルに入城して韓国軍としての1番乗りを果たした。来訪したアーモンド軍団長とバー師団長が白に銀星章を、将兵12名に銅星章を授け、李承晩大統領が白に太極武功勲章を、部隊に賞状を与えて功績を称えた。
1950年10月24日、陸軍本部情報局長兼特務部長、任准将。
1951年、済州島の第1訓練所長。任少将。
1952年1月10日、第2軍団（白善燁中将）が再編成されると隷下の第6師団長。
1952年6月、中共軍の活動が活発になり、攻勢の兆候が見られた。しかし中共軍の行動は夜か雨の日に限られ、通信は有線であったので情報源は捕虜に限られていた。そのため第8軍は前線の16個師団に対して「捕虜を獲得せよ。一人捕まえるごとに、百万ウォンの賞金を与える」という異例の命令を下達した。しかし捕虜を捕えるのに犠牲を払ったり、逆に中共軍の捕虜になることが多く困難であった。
白師団長は白軍団長に捕虜獲得の攻撃計画を具申した。軍団長の認可を受けた白師団長は第2連隊の第2中隊、第7中隊と混成中隊及び偵察中隊を選んで2週間、実弾での演習を10回実施した。作戦構想は夜間に、密かに敵陣近くに忍び寄り、暁闇の頃に突撃を開始。混成中隊は金城（クムソン）南東側のコブ山に対し、第2、第7中隊はA・B高地と名付けた金城東の高地に正面から突撃すると同時に、両高地の中間の谷からB高地の背後に回った偵察中隊が挟撃して逃げる敵を捕まえる。そして敵の攻撃が始まったら、予め準備していた弾幕で捕捉する計画であった。演習は白師団長が自ら指導した。白軍団長も時々助言していたが、10回目の演習を見ると「これならやれる。第8軍の認可を得るから、この通り実施せよ」と命令した。6月11日夜に最前線に進出し、12日4時に突撃を開始した。予想に反して敵は頑強に抵抗し、錯誤も起きたが6時には目標の2つの高地を奪取し、16人の捕虜を獲た。
1953年5月9日、アメリカ留学のために待機。
1953年6月13日、第15師団長。
1953年6月18日、第6師団長。
1953年7月27日、朝鮮戦争休戦協定調印。

### 休戦後
1954年6月、第9師団長。
1955年、アメリカ陸軍大学卒業、任中将、陸軍本部情報参謀副長。
1956年4月、第1軍団長。
1958年、第6軍団長。
1959年2月、陸軍本部管理部長。
1960年7月、不正蓄財容疑で部下をかばい、予備役編入。3年間投獄。
1965年、善仁（ソニン）財団を設立。仁川で善仁学園（現在の仁川大学校）を創建した。
1981年、公金横領の疑いで逮捕される。1審で懲役5年、控訴審で懲役3年、執行猶予4年の判決が下された。
2013年12月14日、老衰により死去。太極武功勲章授与者のため陸軍葬の対象であるが、遺志により家族葬で行われた。また遺体も国立墓地ではなく天安市の公園墓地に埋葬される。